# 岩攀鼠亞科
岩攀鼠亞科（Petromyscus），哺乳綱、囓齒目、馬島鼠科的一屬，而與岩攀鼠亞科同科的動物尚有刺山鼠屬（刺山鼠）、德拉尼鼠屬（德拉尼鼠）等之數種哺乳動物。